# Kriegerdenkmal (Céret)

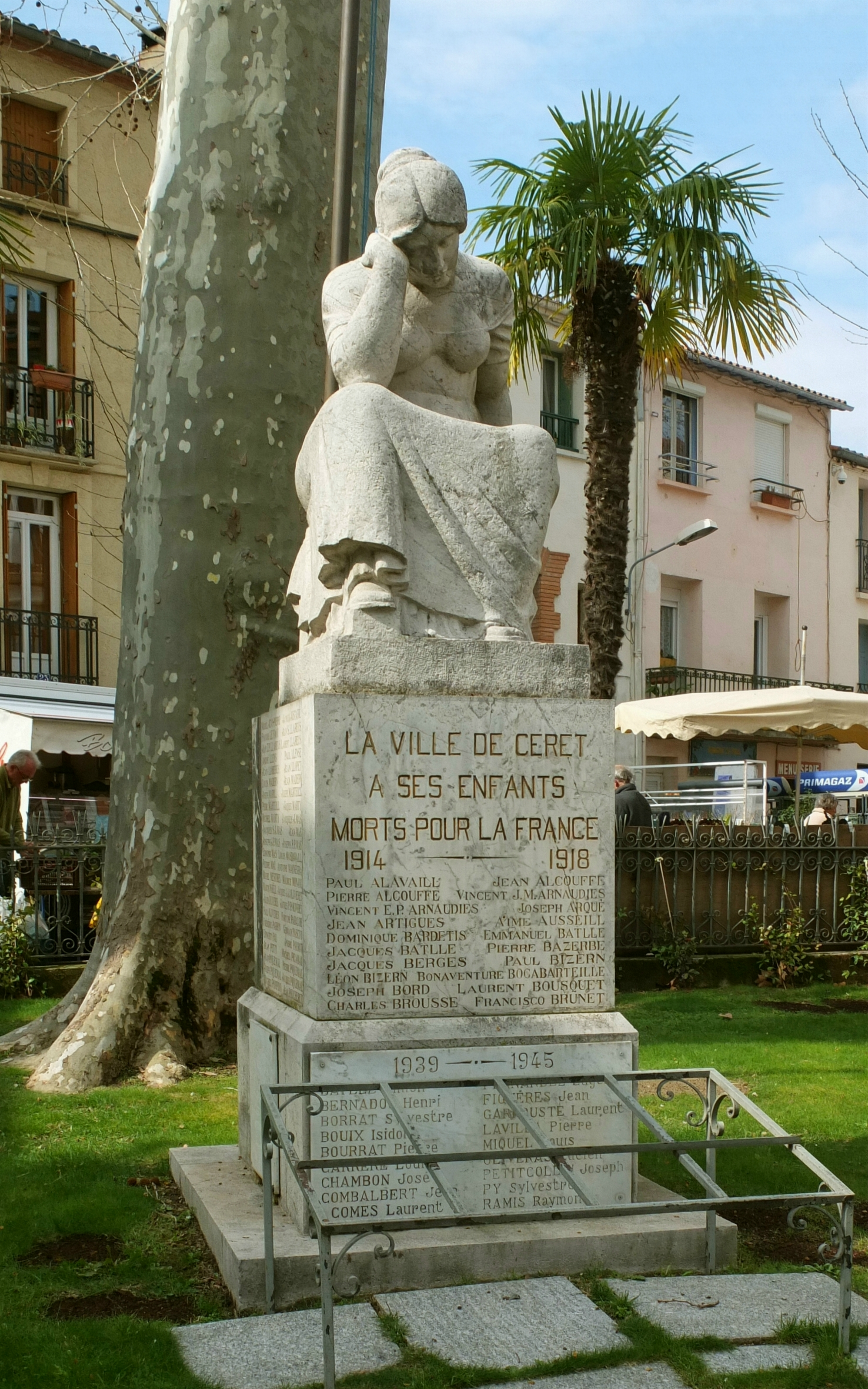
Kriegerdenkmal La douleur in Céret

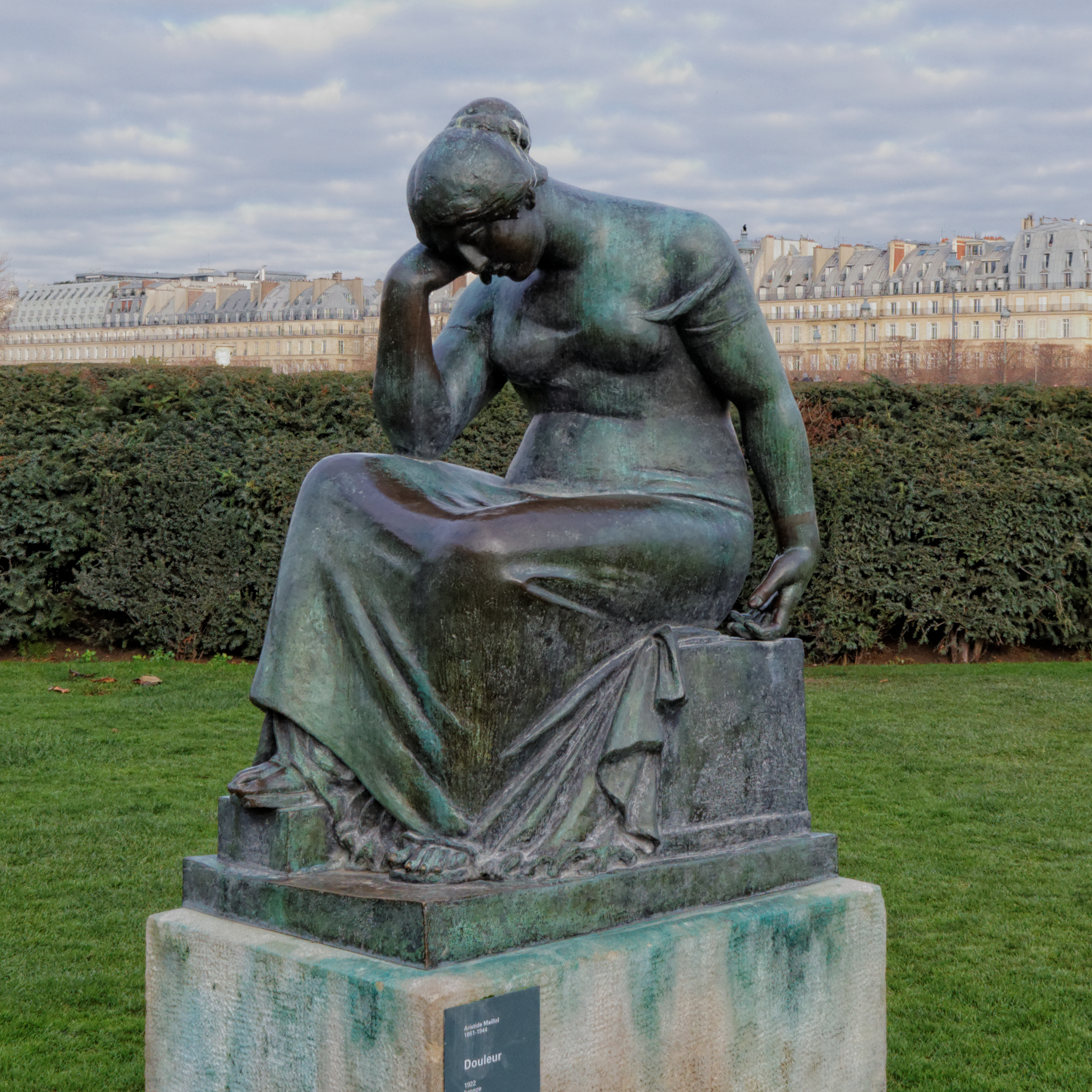
La douleur in Paris

Das Kriegerdenkmal in Céret, einer südfranzösischen Kleinstadt im Département Pyrénées-Orientales der Region Okzitanien, wurde von dem bekannten Bildhauer Aristide Maillol (1861–1944) geschaffen. Das Kriegerdenkmal an der Place de la Liberté steht seit 1994 als Monument historique auf der Liste der Baudenkmäler in Frankreich.
Der Auftrag für das Kriegerdenkmal zur Erinnerung an die 151 Gefallenen während des Ersten Weltkriegs aus Céret, das den Namen La douleur (deutsch Der Schmerz) trägt, wurde 1919 erteilt. Im Jahr 1922 erfolgte die offizielle Einweihung. Das Denkmal aus Sandstein stellt eine trauernde Frau, die ihren Kopf auf eine Hand stützt, dar.
Im Jardin du Carrousel beim Louvre in Paris steht eine bronzene Version von La douleur.